# 694-es busz
A 694-es jelzésű regionális autóbusz Szigethalom helyi járata, az Autóbusz-állomás és a Csillag utca megállóhelyek között közlekedik. A viszonylatot a MÁV Személyszállítási Zrt. üzemelteti.

## Megállóhelyei
| 0 | Autóbusz-állomás végállomás       | 12 | 660, 661, 663, 664, 665, 667, 668, 672, 673, 674, 675, 676, 689, 690, 691, 692, 693, 695, 696 |
| 1 | TÜZÉP telep                       | 11 | 692, 693, 695, 696                                                                            |
| 2 | Városháza                         | 10 | 692, 693, 695, 696                                                                            |
| 3 | Szabadkai út                      | 9  | 695, 696                                                                                      |
| 4 | Piac tér                          | 8  | 695, 696                                                                                      |
| 5 | Marlyn telepi iskola              | 7  | 695, 696                                                                                      |
| 6 | Csillag utca vonalközi végállomás | 6  | 695, 696                                                                                      |